# イゴール・レヴチュク
イゴール・レヴチュク（ポーランド語: Igor Lewczuk、1985年5月30日 - ）はポーランドのサッカー選手。ポジションはディフェンダー。

## 経歴
2003年にプロデビューして以降、エクストラクラサ内のクラブを転々とした。
2014年6月19日、前年王者のレギア・ワルシャワと3年契約を結んで入団した。
2016年8月31日、FCジロンダン・ボルドーに移籍した。
2019年6月12日、レギア・ワルシャワに復帰した。